# シダック補正
統計学において、シダック補正（シダックほせい、英: Šidák correction）またはダン–シダック補正（Dunn–Šidák correction）は、多重比較問題 に対抗するために使われる手法である。
本補正はファミリーワイズエラー率を制御するための単純な手法である。全ての帰無仮説が真である時、本手法は確率的に独立した検定に対して厳密なファミリーワイズエラー率を与え、正の依存関係を持つ検定に対しては保守的、負の依存関係を持つ検定に対しては非保守的である。統計学者で確率論者のズビニェク・シダックによる1967年の論文で発表された。

## 使用
- m個の異なる帰無仮説と{\displaystyle \alpha }のファミリーワイズα水準を考えると、それぞれの帰無仮説は{\displaystyle \alpha _{SID}=1-(1-\alpha )^{\frac {1}{m}}}よりも低いp値を持つ時に棄却される。
- この検定は、検定群が互いに独立かつ全ての帰無仮説が真である時に厳密に{\displaystyle \alpha }のファミリーワイズ第一種過誤率を生成する。ボンフェローニ補正よりも厳しくないが、わずかである。例えば、{\displaystyle \alpha } = 0.05とm = 10について、ボンフェローニ調整水準は0.005であり、シダック調整水準は約0.005116である。
- 100(1 − α)1/m%信頼区間を使うことによって、シダック補正を使った検定判断と合致する信頼区間を計算することもできる。
- 連続問題に対しては、事前-事後体積比から{\displaystyle m}を計算するためにベイズ的ロジックを利用することができる[3]。

## 証明
シダック補正は、個別の検定が独立していると仮定することによって導かれる。それぞれの検定に対する有意閾値を{\displaystyle \alpha _{1}}とする。すると少くとも1つの検定がこの閾値の下で有意である確率は (1 − どれも有意でない確率) である。検定は独立であると仮定されているため、全てが有意でない確率はそれぞれが有意でない確率の積、{\displaystyle 1-(1-\alpha _{1})^{m}}である。この確率について{\displaystyle \alpha }（検定の全系列に対する有意水準）と等しくしたい。{\displaystyle \alpha _{1}}について解くことによって、{\displaystyle \alpha _{1}=1-(1-\alpha )^{1/m}}が得られる。